# Melyssa Ade
Melyssa Ade (ur. 7 października 1976 w Yellowknife) – kanadyjska aktorka filmowa i telewizyjna. Aktorstwo studiowała w Earl Haig High School w Toronto.

## Filmografia
- 2006: Angela's Eyes jako Dana
- 2006: Fatal Desire
- 2005: Piękni ludzie (Beautiful People) jako Paige
- 2005: Confessions of an American Bride jako fotograf
- 2005: Jedenasta godzina (The Eleventh Hour) jako Molly
- 2004: Oblicza zbrodni (Blue Murder) jako Francine Jeffers
- 2004: Home Beyond the Sun jako Jenna
- 2002: Ale jazda! (Interstate 60) jako Sally
- 2001: Jason X jako Janessa
- 2001: Pęta małżeńskie (Hitched) jako Monique
- 2000: Dear America: When Will This Cruel War Be Over? jako Emma Simpson
- 1999: Czynnik PSI (PSI Factor: Chronicles of the Paranormal) jako Tanis Bretzki
- 1998: Evidence of Blood jako Ellie Dinker
- 1997–1999: Master Control jako prowadząca
- 1995: Visitors of the Night jako Allison
- 1993: Maniac Mansion jako Monica
- 1990: Max Glick jako Celia Brjynski
- 1990: Droga do Avonlea (Road to Avonlea) jako dziewczyna #2